# Nöda
Nöda település Németországban, azon belül Türingiában. Lakosainak száma 804 fő (2023. december 31.).

## Népesség
A település népességének változása:
| Lakosok száma | 830  | 815  | 809  | 801  | 804  |
|               | 2017 | 2019 | 2021 | 2022 | 2023 |